# Ghemeș
Ghemeș – wieś w Rumunii, w okręgu Bistrița-Năsăud, w gminie Milaș. W 2011 roku liczyła 90 mieszkańców.